# Монтальчино
Монтальчино (італ. Montalcino) — муніципалітет в Італії, у регіоні Тоскана,  провінція Сієна.
Монтальчино розташоване на відстані близько 155 км на північний захід від Рима, 85 км на південь від Флоренції, 34 км на південь від Сієни.
Населення — 5110 осіб (2014).
Щорічний фестиваль відбувається 8 травня. Покровитель — Maria Santissima del Soccorso.

## Примітки

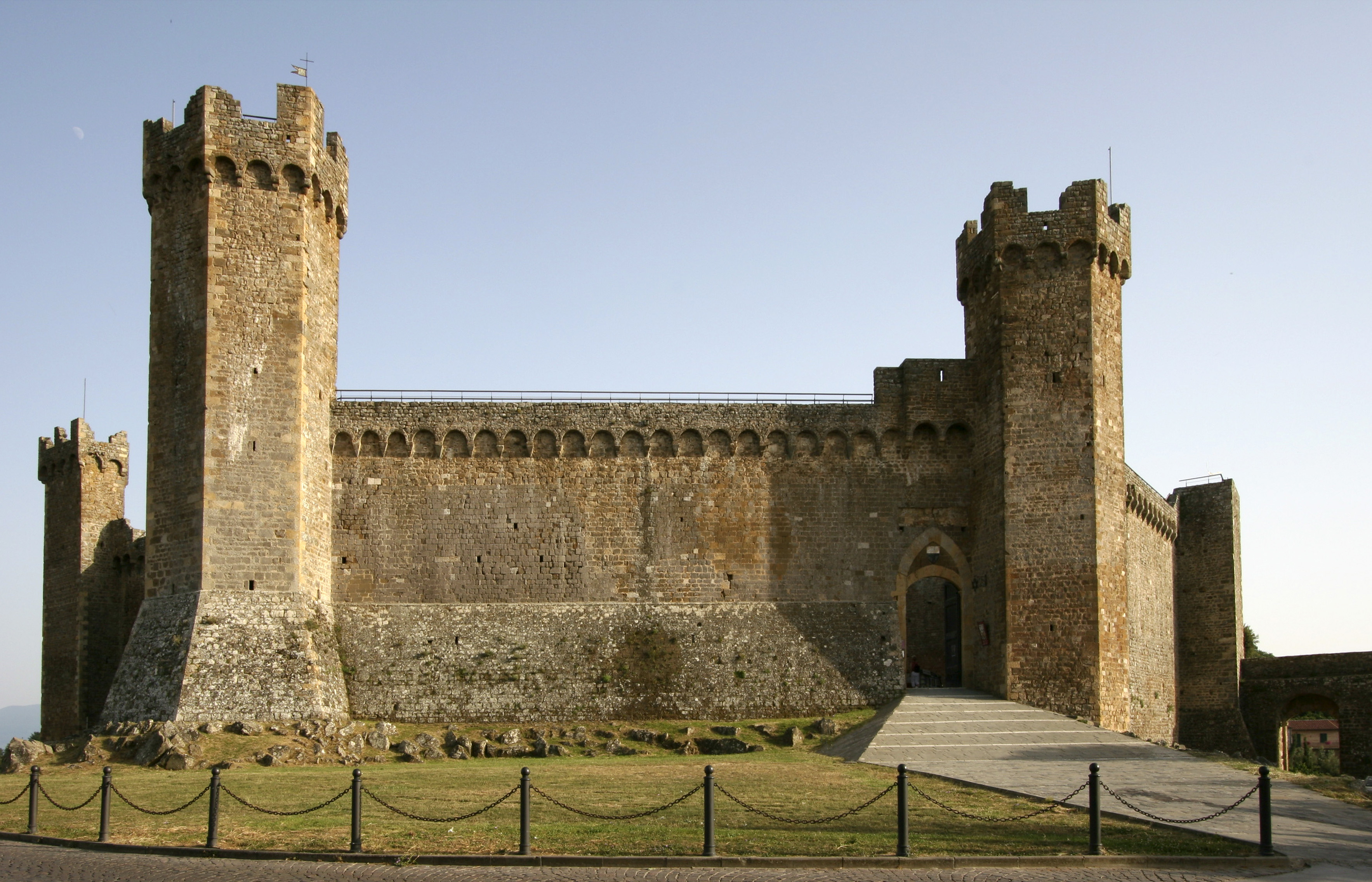
Фортеця
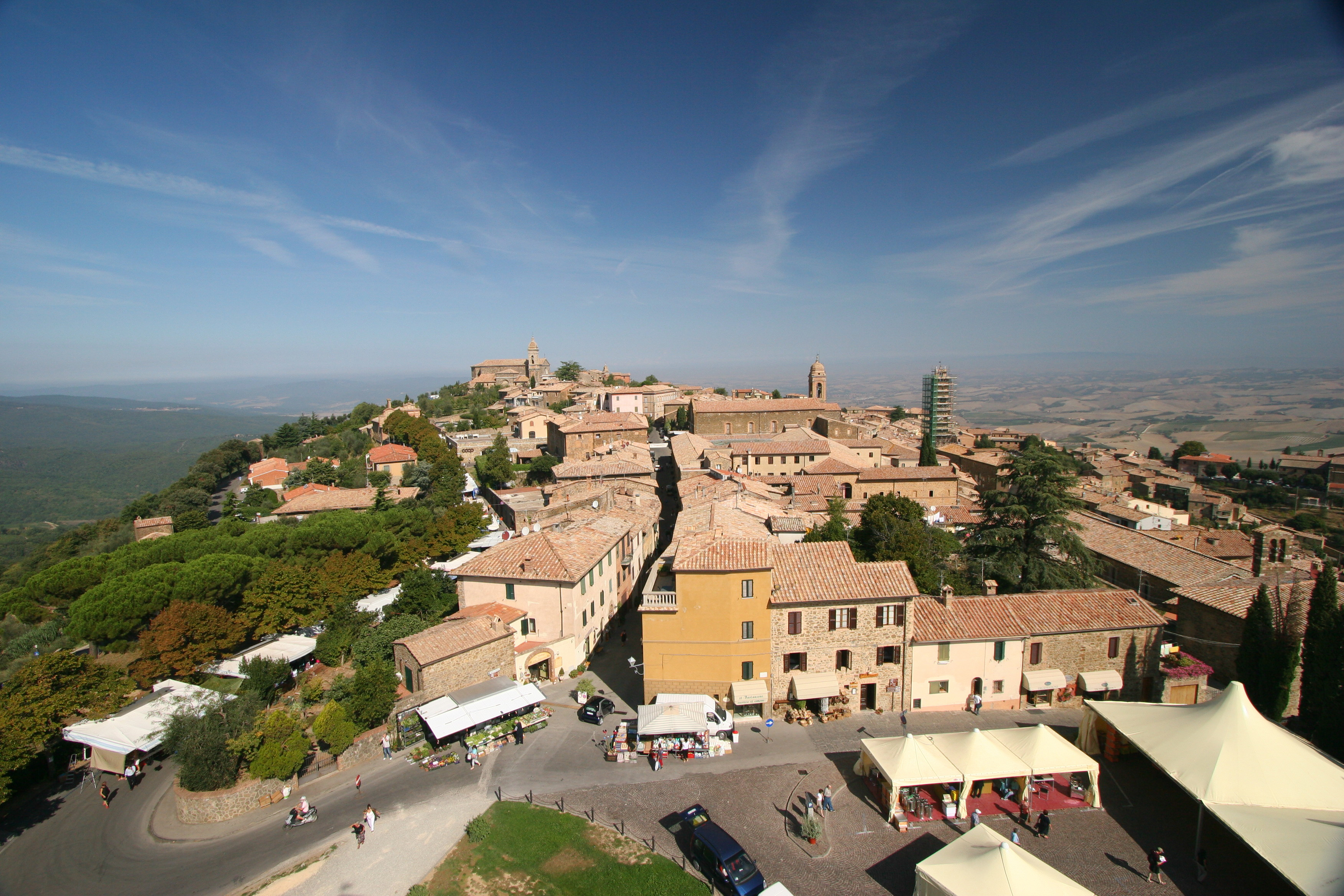
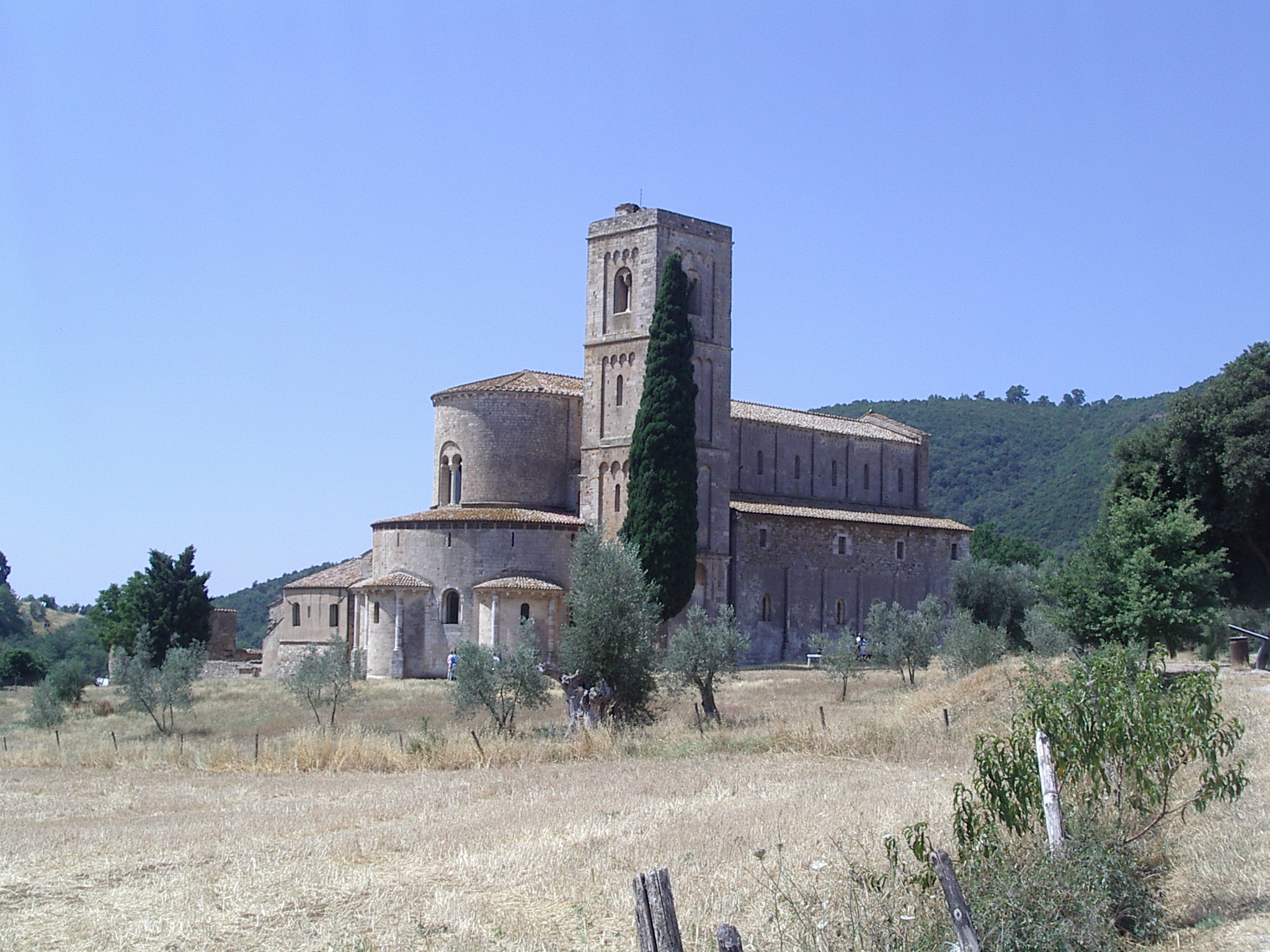

## Демографія
Населення за роками:

Станом на 1 січня 2023 року в муніципалітеті офіційно проживало 826 іноземців з 66 країн, серед них 259 громадян країн Євросоюзу та 25 громадян України.

## Сусідні муніципалітети
- Буонконвенто
- Кастель-дель-П'яно
- Кастільйоне-д'Орчія
- Чиніджано
- Чивітелла-Паганіко
- Мурло
- Сан-Джованні-д'Ассо
- Сан-Куїрико-д'Орча